# Gamla Bo
Gamla Bo is een plaats in de gemeente Höör in het Zweedse landschap Skåne en de provincie Skåne län. De plaats heeft 83 inwoners (2005) en een oppervlakte van 18 hectare. De plaats ligt op een soort schiereiland tussen de meren Västra Ringsjön en Östra Ringsjön, het grenst ook aan deze beide meren. Voor de rest bestaat de directe omgeving van Gamla Bo uit zowel landbouwgrond als bos. Gamla Bo stamt uit de jaren 30 en 40 van de 20ste eeuw en was oorspronkelijk gesticht als een gebied met vakantiehuisjes. De plaats Höör ligt zo'n vijftien kilometer ten noorden van het dorp.

## Verkeer en vervoer
Bij de plaats loopt de Riksväg 23.
Höör · Löberöd (deels) · Sätofta · Tjörnarp · Ormanäs och Stanstorp · Ljungstorp och Jägersbo · Norra Rörum · Snogeröd · Ekeborg · Bokeslund · Gamla Bo ·